# Ronny Blaschke
Ronny Blaschke (* 15. September 1981 in Rostock) ist ein deutscher Sportjournalist.

## Leben
Er machte 2000 am Richard-Wossidlo-Gymnasium in Ribnitz-Damgarten das Abitur und studierte von 2001 bis 2004 Sport- und Politikwissenschaften an der Universität Rostock. Blaschke berichtet unter anderem für die Süddeutsche Zeitung, die Berliner Zeitung, die Frankfurter Rundschau und das Deutschlandradio.
Als freier Sportjournalist berichtete er 15 Jahre lang über Rechtsextremismus und Diskriminierungsformen im Fußball. Seit den Recherchen für sein Buch Machtspieler konzentriert er sich auf internationale Themen wie Geopolitik und Protestkulturen im Sport. Hierfür erhielt er zweimal die Auszeichnung Fußballbuch des Jahres.
Blaschke lebt als freier Sportjournalist in Berlin. Er ist Mitglied der Deutschen Akademie für Fußball-Kultur. Blaschke lässt seine Recherchen in politische Bildung einfließen, vor allem in Vorträge, Workshops und Moderationen.

## Schriften
- Im Schatten des Spiels. Rassismus und Randale im Fußball. Verlag Die Werkstatt, Göttingen 2007, ISBN 978-3-89533-555-6.
- Versteckspieler. Die Geschichte des schwulen Fußballers Marcus Urban. Verlag Die Werkstatt, Göttingen 2008, ISBN 978-3-89533-611-9.
- Angriff von Rechtsaußen. Wie Neonazis den Fußball missbrauchen. Verlag Die Werkstatt, Göttingen 2011, ISBN 978-3-89533-771-0.
- Angriff von rechts außen: Wie die NPD und Kameradschaft den Fußball als Strategiewerkzeug nutzen. In: Caroline Y. Robertson-von Trotha (Hrsg.) unter Mitarb. von Claudia Fritz: Rechtsextremismus in Deutschland und Europa. Rechts außen – Rechts „Mitte“? (= Kulturwissenschaft interdisziplinär. Band 7). Nomos Verlag, Baden-Baden 2012, ISBN 978-3-8329-5817-6, S. 171–180.
- Gesellschaftsspielchen Fußball zwischen Hilfsbereitschaft und Heuchelei. Verlag Die Werkstatt, Göttingen 2016, ISBN 978-3-7307-0254-3.
- Machtspieler. Fußball in Propaganda, Krieg und Revolution. Verlag Die Werkstatt, Göttingen 2020, ISBN 978-3-7307-0495-0 (auch als Lizenzausgabe der Bundeszentrale für politische Bildung erhältlich).[2]
- Spielfeld der Herrenmenschen: Kolonialismus und Rassismus im Fußball. Verlag Die Werkstatt, Göttingen 2024, ISBN 978-3-7307-0686-2.

## Auszeichnungen
- 2007: Fußballbuch des Jahres der Deutschen Akademie für Fußball-Kultur für Im Schatten des Spiels. Rassismus und Randale im Fußball[3]
- 2009: Sportredakteur des Jahres 2009 des Medium Magazins für den Beitrag in der Wochenzeitung Die Zeit über die Nazi-Unterwanderung des Fußballvereins 1. FC Lokomotive Leipzig[4]
- 2013: Ehrenpreis des Julius-Hirsch-Preises vom Deutschen Fußball-Bund
- 2024: Fußballbuch des Jahres der Deutschen Akademie für Fußball-Kultur für Spielfeld der Herrenmenschen[5]

## Verfassungsschutz-Panne
Im September 2013 informierte der Verfassungsschutz Niedersachsens Blaschke, dass er unrechtmäßig in einer Extremismusdatei gelandet sei. Wie sich kurze Zeit später herausstellte, war er nur versehentlich beobachtet worden. Es handelte sich um eine Namensverwechslung. Gemeint war Ronald Blaschke, Jahrgang 1959, wissenschaftlicher Mitarbeiter der Vorsitzenden der Partei Die Linke, Katja Kipping, und Sprecher des Netzwerkes Grundeinkommen.